# Harald Kulmer
Harald „Harry“ Kulmer (* 2. Oktober 1972) ist ein ehemaliger österreichischer Fußballspieler und nunmehriger -trainer.

## Karriere
Kulmer begann seine Karriere bei der Kapfenberger SV, bei der er auch in der Kampfmannschaft spielte. Zur Saison 1992/93 wechselte er zum SV Austria Kapfenberg. Zur Saison 1994/95 kehrte er zur KSV zurück. Nach Jahren im Unterhaus stieg er mit den Steirern 2002 in die zweite Liga auf. Sein Debüt in der zweithöchsten Spielklasse gab er im Juli 2002, als er am ersten Spieltag der Saison 2002/03 gegen den BSV Bad Bleiberg in der Startelf stand. In eineinhalb Jahren mit der KSV in der zweiten Liga absolvierte er 34 Partien, in denen er drei Tore erzielte.
Im Jänner 2004 wechselte er zum viertklassigen SVA Kindberg. Zur Saison 2006/07 wechselte er zum fünftklassigen SV Thörl. Für Thörl absolvierte er acht Partien in der Oberliga. Im Jänner 2007 kehrte er nach Kindberg zurück. Am Ende der Saison 2006/07 stieg er mit den Kindbergern allerdings in die Oberliga ab. Während seines zweiten Engagements in Kindberg kam er zu 33 Einsätzen in den Spielklassen vier und fünf, in denen er fünf Tore erzielte. Zur Saison 2008/09 wechselte der Verteidiger zum Ligakonkurrenten SV St. Marein/Lorenzen. Für St. Marein kam er in jener Spielzeit zu 14 Einsätzen in der Oberliga, aus der er mit dem Klub zu Saisonende allerdings abstieg. In den folgenden zwei Jahren kam er anschließend zu 43 Einsätzen in der sechstklassigen Unterliga.
Zur Saison 2011/12 schloss Kulmer sich dem Ligakonkurrenten ATUS Langenwang an. Für Langenwang absolvierte er 47 Partien in der Unterliga, ehe der Verein 2013 in die Oberliga aufstieg. Im September 2013 wurde er, neben seiner Tätigkeit als Spieler, übergangsweise Cheftrainer von Langenwang. In der Winterpause der Saison 2013/14 verließ er schließlich den Verein und wechselte zum sechstklassigen ATUS Wartberg. In Wartberg kam er dreieinhalb Jahren zu 13 Einsätzen in der Unterliga, primär fungierte er beim Verein als Co-Trainer. Zur Saison 2016/17 wurde er Cheftrainer des Sechstligisten, im Jänner 2017 trennte sich Wartberg allerdings von Kulmer. Nach zweieinhalb Jahren Pause absolvierte Kulmer im Herbst 2019 noch drei Partien für den achtklassigen SV Mitterdorf/Mürztal, ehe er seine Karriere beendete.